# Edificio Condesa

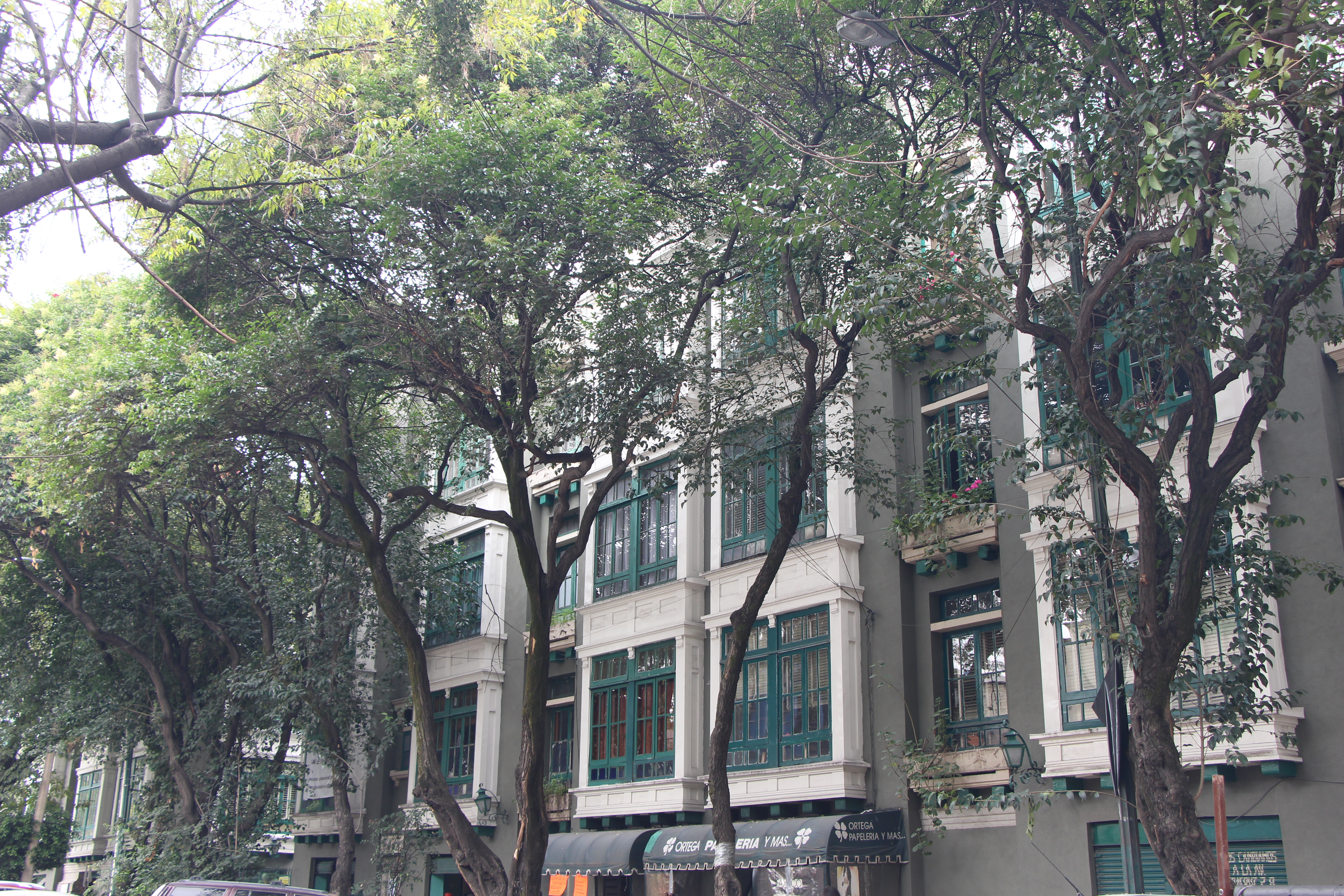

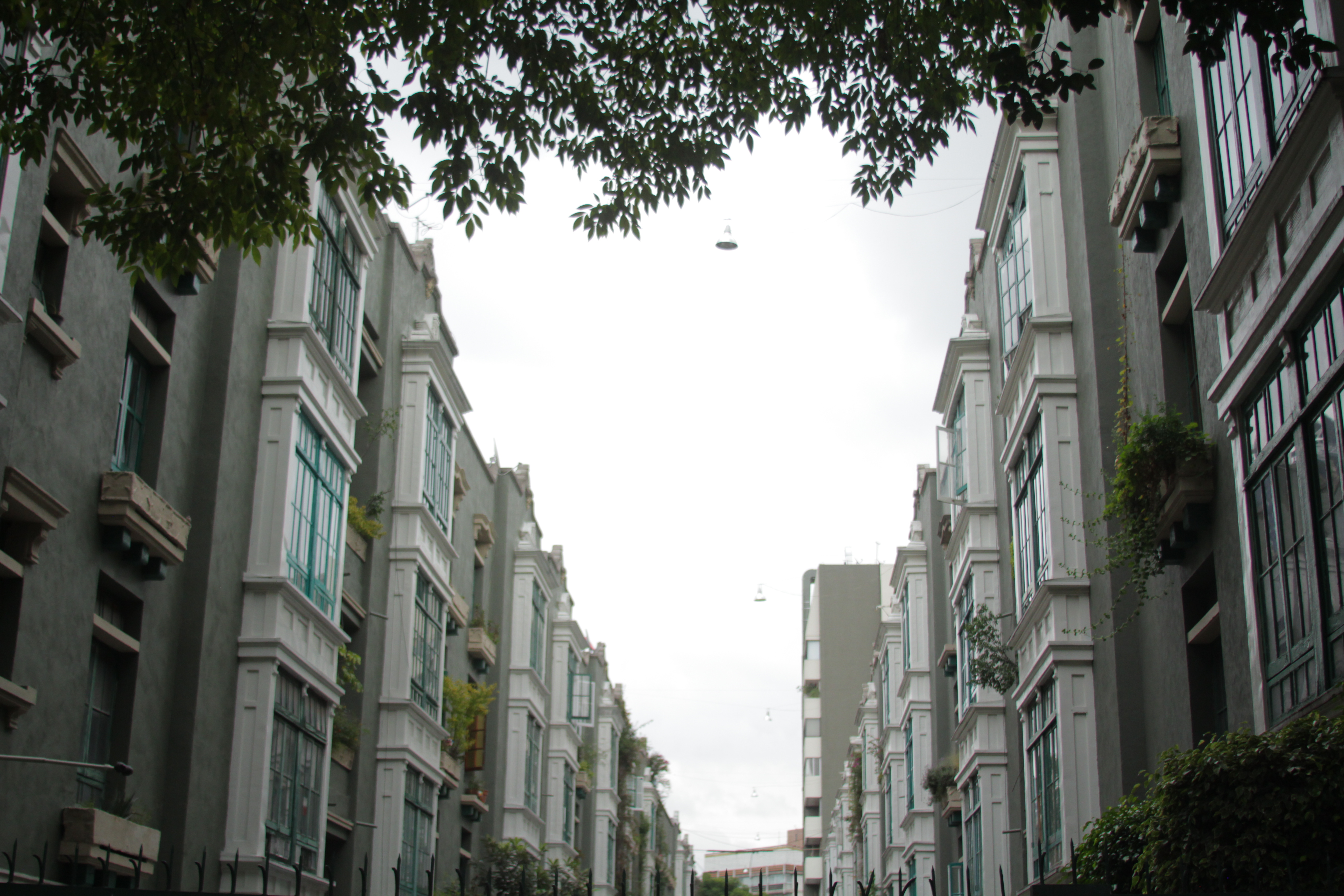
Edificio Condesa, ubicado en la colonia Condesa, en la Ciudad de México.

El Edificio Condesa (popularmente, Edificios Condesa) se encuentra ubicado sobre la avenida Mazatlán, en la colonia Condesa, en la delegación Cuauhtémoc de la Ciudad de México. Lo construyó en 1911 Thomas Sinclair Gore, arquitecto de nacionalidad canadiense y origen irlandés que llegó a México a fines del siglo XIX y es autor también de obras como el Hotel Génova y el Edificio Gore, también en la Ciudad de México. Posteriormente, se añadió una torre de 10 pisos al Edificio Condesa, y en los años treinta se agregaron pérgolas al estilo art decó, en las entradas de los departamentos.
La colonia Condesa es una de las más cosmopolitas de la Ciudad de México, y el Edificio Condesa es solamente una de las muchas construcciones de estilo art nouveau, art decó o californiano que se erigieron en la primera mitad del siglo XX en dicha zona.

## Historia
El edificio es considerado histórico, por sus más de cien años y por su diseño europeo estilo inglés. En sus primeros años, fue ocupado por familias de clase alta (europeos de familias acomodadas que trabajaban en la empresa petrolera "Compañía Mexicana de Petróleo El Águila") y, años después, por personas de clase media, en su mayoría artistas plásticos y personajes del mundo del cine y la televisión. En los años ochenta, los inquilinos organizaron un movimiento, a través de una cooperativa dirigida por Brenda Salinas, Óscar Rodríguez y Ruth Lechuga para adquirir el edificio en su conjunto (integrado por ocho departamentos), debido al incremento en la renta por parte del entonces dueño del edificio, Moisés Cossío muchos de los inquilinos no eran sujetos de crédito, debido a ello, muchas de las rentas eran congeladas y consiguieron un crédito puente a través de Ramón Aguirre Velázquez, quien en ese entonces ocupaba el cargo de regente de la Ciudad de México.

## Especificaciones
El edificio consta de cuatro inmuebles, con un total de 216 departamentos, distribuidos en los cuatro edificios, cada uno con cuatro niveles. Se encuentra rodeado por jardineras, y tiene diferentes accesos directos a la calle. En el primer nivel del edificio, también se encuentran locales comerciales, originalmente usados como cocheras y en la actualidad sede de negocios como recauderías, cafeterías, chocolaterías, restaurantes, papelerías, mueblerías y otros.

## Inquilinos y actividades artísticas diversas
Entre los habitantes del edificio, se encuentran personajes del arte, del cine, de la literatura, de la fotografía, del periodismo, entre otros, quienes se han preocupado por conservar el estilo original del edificio. Además, una gran cantidad de artistas se han dedicado a crear obras en torno al edificio:

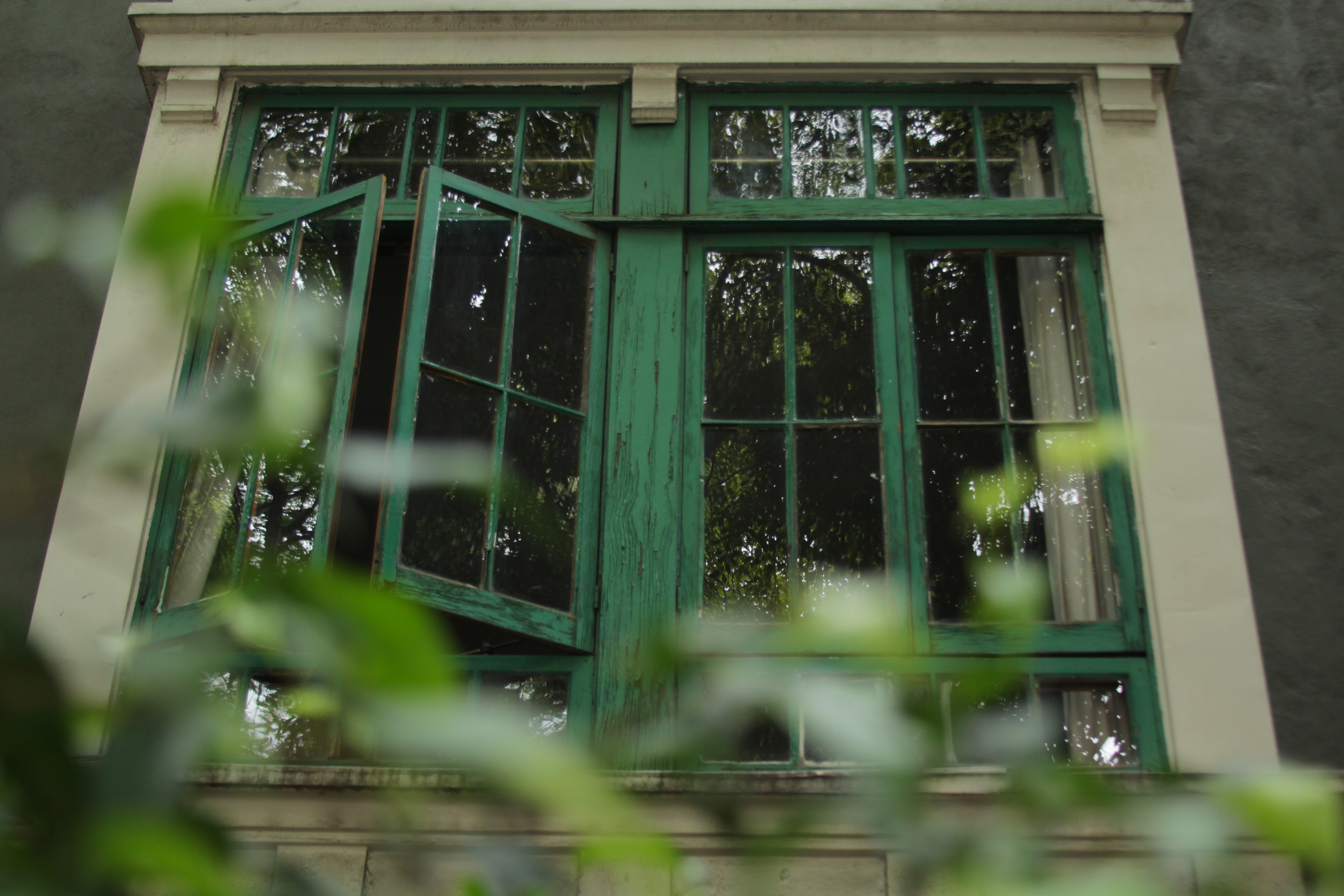
Una ventana del Edificio Condesa

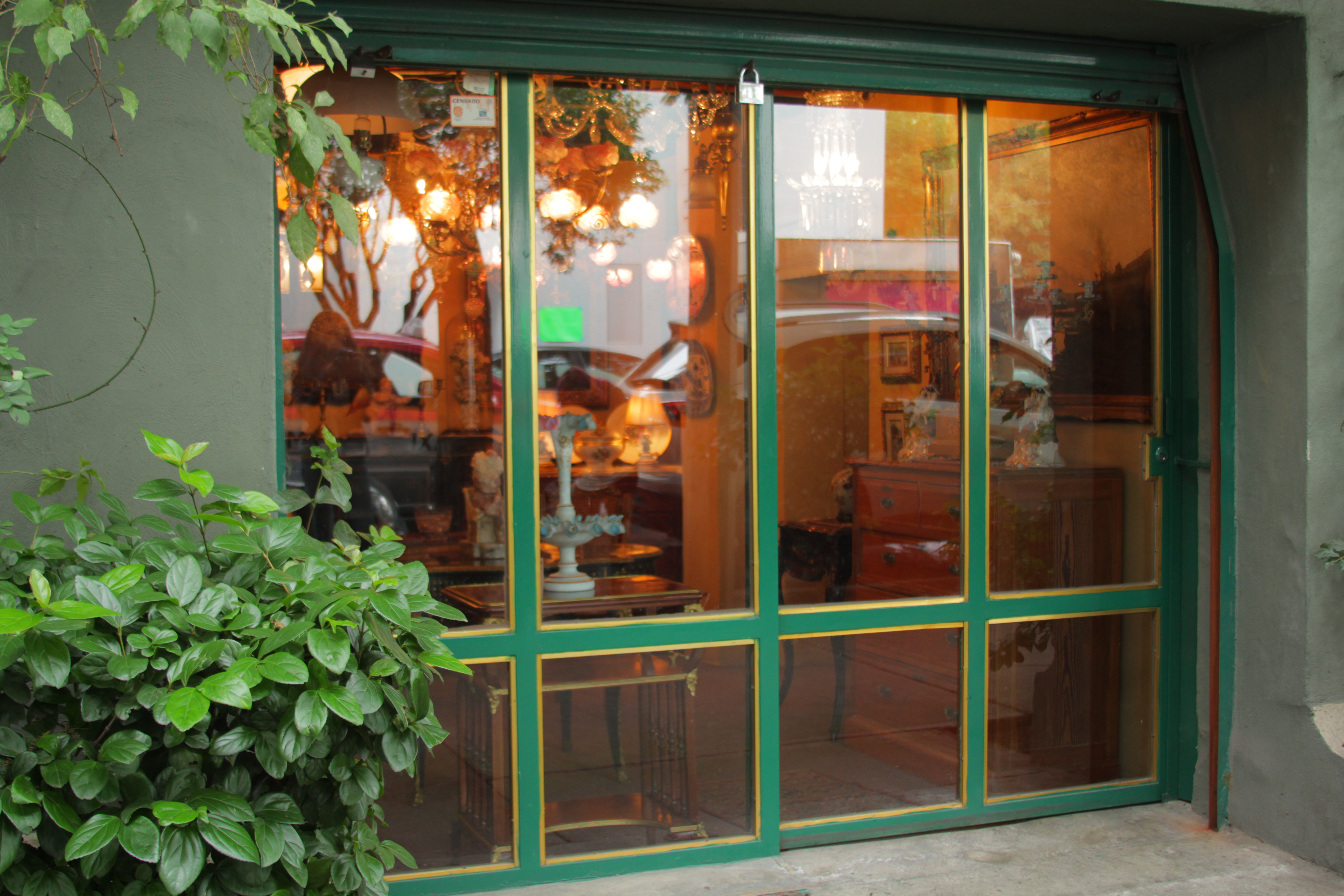
Un local en el Edificio Condesa

El artista plástico y fotógrafo mexicano Carlos Jurado creó una serie de fotografías usando la cámara estenopeica sobre el Edificio Condesa.
La fotógrafa austríaca-mexicana Ruth Lechuga se mudó en 1965 con su familia al Edificio Condesa. Comenzó a adquirir máscaras, y al disponer por completo de su casa, decidió exhibirlas, y convirtió así su hogar en un museo de arte indígena. En el 2003, fue condecorada por el gobierno austriaco.

El edificio también ha servido como locación para películas como Ya tengo a mi hijo, dirigida por Ismael Rodríguez en 1946, y La casa chica, dirigida por Roberto Gavaldón en 1948.
- Wikimedia Commons alberga una categoría multimedia sobre Edificio Condesa.